# Tenuipalpus unonopsonis
Tenuipalpus unonopsonis är en spindeldjursart som beskrevs av De Leon 1965. Tenuipalpus unonopsonis ingår i släktet Tenuipalpus och familjen Tenuipalpidae. Inga underarter finns listade i Catalogue of Life.